# Salih Ljubunčić
Salih Ljubunčić (1. ledna 1890 Livno, Bosna a Hercegovina – 23. července 1964 Záhřeb, SFRJ) byl bosenskohercegovský a chorvatský pedagog bosňáckého původu a jeden z hlavních představitelů alternativního školství v meziválečné Jugoslávii.

## Život
Absolvoval Učitelskou školu v Sarajevu (1911) a nato dvouletý a posléze čtyřletý kurz na Vyšší pedagogické škole v Záhřebu (1922 a 1928). V návaznosti na to získal místo učitele obecné školy v obcích Jajce (1911–15, 1919–20), Sanica (1915–17), Šije (1917–18), Duvno (1918–19), Bosanski Petrovac (1919) a Zavidovići (1920). Kratší čas vyučoval v obchodních školách (akademiích) v Mostaru (1922–1923) a Sarajevu (1923–1925) a nakonec v občanské škole v Bosenské Dubici (1925–1926). Od roku 1926 působil ve cvičné škole při Vyšší pedagogické škole v Záhřebu a poté i na vyšší škole samotné. Od roku 1930 pracoval v ženském oddělení Učitelské školy, aby následně o dva roky později, kdy složil profesorkou zkoušku, přešel do oddělení mužského. Již tehdy byl horlivým zastáncem a jedním z hlavních představitelů metodického způsobu vzdělávání, dnes známého jako daltonský plán či systém a v jugoslávském prostředí coby pracovní škola (radna škola). Společně s Danilem Trbojevićem se podílel na vzniku Výchovně-vzdělávací sekce Sociologické společnosti v Záhřebu (Sociološko društvo u Zagrebu). Kromě jiného přispíval do časopisu Učitel (Učitelj), které v meziválečné době vydávalo Sdružení jugoslávských učitelů se sídlem v Bělehradě.
Roku 1941, kdy se Jugoslávie vlivem zahraniční intervence rozpadla a na území Chorvatska a Bosna a Hercegoviny vznikl fašistický Nezávislý stát Chorvatsko, byl pro své projugoslávské a levicové názory penzionován. Po osvobození roku 1945 byl znovu povolán do práce, načež roku 1946 přešel do Sarajeva, kde krátce působil na Ministerstvu školství Bosny a Hercegoviny a pak ve Vyšší učitelské škole. Vzhledem k tomu, že na novém pracovišti nebyl schopen prosadit své vyučovací metody, roku 1947 nadobro odešel do starobního důchodu.